# Hartlaber
Die Hartlaber ist ein über 8 km langes Fließgewässer im Landkreis Regensburg in Bayern. Sie ist ein rechter Nebenarm am Unterlauf der Großen Laber und ein Gewässer erster Ordnung.

## Geographie

### Verlauf

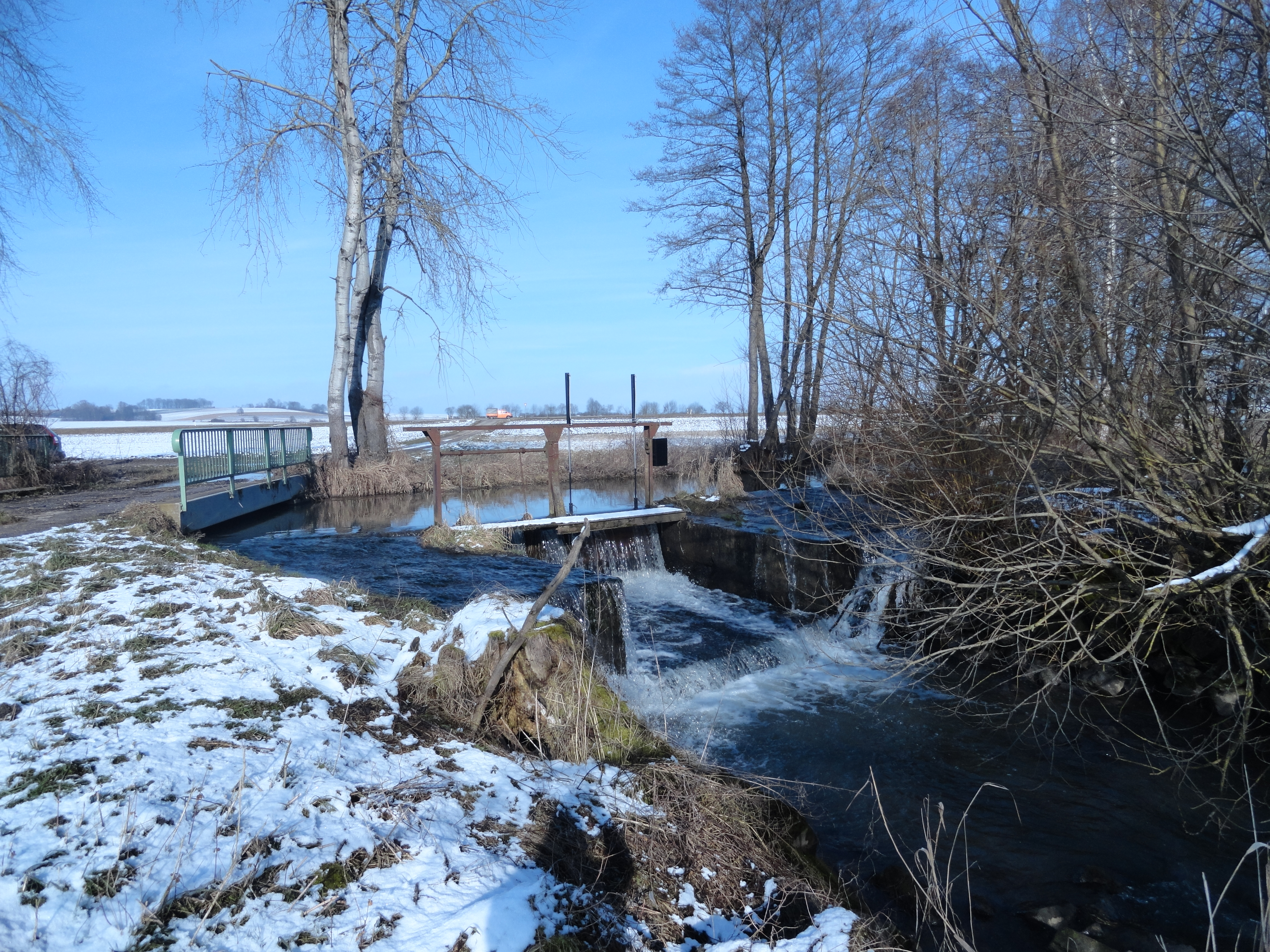
Verzweigung der Hartlaber von der Großen Laber

Die Hartlaber zweigt westlich von Sünching-Haidenkofen von der Großen Laber nach rechts ab, läuft in einem Abstand von überall unter einem Kilometer 8,38 km lang parallel zu dieser in deren weiter Aue nach Nordosten und fließt zwischen Mötzing-Oberhaimbuch und -Schönach wieder in die Große Laber zurück.
Außer Haidenkofen ganz zu Anfang, das bis ans linke Ufer reicht, liegen keine Siedlungsplätze unmittelbar an der meist dicht am rechten Auenrand laufenden Hartlaber. Die bedeutendsten Verkehrswege über die Hartlaber hinweg sind die St 2111 Geiselhöring–Sünching, die zwischen dem Sünchinger Dorf Hardt am rechten Randhügel und diesem selbst Hartlaber und Laberaue quert, und abwärts davon die Bahnlinie Passau–Regensburg mit Bahnhof in Sünching.

### Zuflüsse
Wichtige Zuflüsse sind der etwa 9,5 km lange Röhrbach und der nicht ganz 5 km lange Moosbach, die ihr nacheinander gleich zu Anfang gegenüber von Haidenkofen zulaufen. Die späteren der wie diese rechten Zuflüsse sind kürzer, außer dem letzten, der im Wald östlich des Sünchinger Einlingberges entsteht, nördlich davon bald versickert und dann erst wieder vom Schafbuckel nördlich der Ochsenstraße Hardt–Radldorf an bis östlich von Mötzing offen läuft und – im Falle man die unterirdische Strecke mitrechnete – den Moosbach in der Länge überträfe. Einige zwischen Hartlaber und Großer Laber entstehende Auenwasserläufe entwässern bis auf einen frühen alle zur Großen Laber.